# Río Ventisquero (Reñihué)
El río Ventisquero es un curso natural de agua que nace del volcán Michinmahuida y fluye con dirección general norte hasta desembocar en la ribera izquierda del río Reñihué, en la Región de Los Lagos.

## Historia
El río Reñihué fue explorado en 1887 por Ramón Serrano Montaner quien se adentró en la cordillera siguiendo los pasos de Felipe Navarro y Juan Burr que lo habían hecho en 1874. A este último se debe el nombre del Portezuelo Navarro, en el límite oriental de la cuenca.: 495 
Luis Risopatrón lo describe en su Diccionario jeográfico de Chile (1924):: 762 
Ventisquero (Rio). 42° 45' 72° 26' Nace en las faldas N del volcan de Minchinmávida, corre hacia el N i se vácia en la márjen S del rio Reñihué, al W de El Corralito. 134; i 156.